# Гексаграф
Гексаграф (от др.-греч. ἕξ héx — шесть и γράφω gráphō — пишу) — последовательность из шести букв, используемых для представления одного звука (фонемы) или комбинации звуков, которая не соответствует индивидуальным значениям букв. Они встречаются только в ирландской орфографии, где можно проанализировать большинство из них как тетраграф плюс гласные e или i на стороне, или чтобы указать, что соседние согласные палатализуются. Однако не все ирландские гексаграфы анализируются таким путём. Гексаграф oidhea, к примеру, представляет собой такой же звук (приблизительно как дифтонг в английском слове «write»), как триграф adh, и с таким же эффектом в соседних согласных.

## Список гексаграфов

### Ирландские гексаграфы
Используются между палатализованным (мягким, «узким») и веляризованным (твёрдым, «широким») согласными.
- ⟨eidhea⟩ и ⟨eighea⟩ — оба используются для написания звука /əi̯/. Некоторые слова с первым гексаграфом: eidheann «плющ», feidheartha «бедный». Со вторым гексаграфом: leigheas «лечение», deideigheanna «мягкие игрушки», deighealfaidh «разделю».

Используются между двумя мягкими согласными:
- ⟨eabhai⟩ и ⟨eamhai⟩ — оба используются для написания звука /əu̯/ или (в графстве Донегол) /oː/. Некоторые слова с первым гексаграфом: breabhaid «вылет», deabhaidh «поспешность, перестрелка», feabhais «улучшение» (род. п.), leabhair «книги», meabhair «размышления». Слова со вторым гексаграфом: creamhaigh «чеснок» (род.п.), sceamhaim «я лаю», seamhain «симптоматика», sleamhain «скользкий», teamhair «холм».
- ⟨eadhai⟩ используется для написания звука /əi̯/ или (в графстве Донегол) /eː/. Некоторые слова с гексаграфом: feadhain «войска», Gairmleadhaigh «Гормли» (фамилия), ghleadhair «ударить».

Используются между двумя твёрдыми согласными:
- ⟨oidhea⟩ и ⟨oighea⟩ — оба используются для написания звука /əi̯/. Слова с первым гексаграфом: oidheanna «судьбы». Слова со вторым гексаграфом: Baoighealláin «Бойлан» (фамилия), broigheall «большой баклан», oigheann «печь», oighear «лёд», poigheachán «раковина (улитки)».